# Girolamo d’Andrea
Girolamo d’Andrea (ur. 12 kwietnia 1812 w Neapolu, zm. 14 maja 1868 w Rzymie) – włoski kardynał.

## Życiorys
Urodził się 12 kwietnia 1812 roku, jako syn Marchisa Giovanniego d'Andrei i Lucrezii Rivery. Studiował na Papieskiej Akademii Kościelnej, a także w archigimnazjum rzymskim, gdzie uzyskał doktorat utroque iure. 4 października 1835 roku przyjął święcenia kapłańskie. Następnie wstąpił na służbę do Kurii Rzymskiej, gdzie został m.in. referendarzem Najwyższego Trybunału Sygnatury Apostolskiej i asesorem Kamery Apostolskiej. 12 lipca 1841 roku został wybrany tytularnym arcybiskupem Melitene, a sześć dni później przyjął sakrę. Pod koniec miesiąca został mianowany nuncjuszem w Szwajcarii. 15 marca 1852 roku został kreowany kardynałem prezbiterem i otrzymał kościół tytularny S. Agnetis extra moenia. 28 września 1860 roku został podniesiony do rangi kardynała biskupa i nadano mu diecezję suburbikarną Sabina. W latach 1853–1861 pełnił funkcję prefekta Kongregacji Indeksu. W czasie pełnienia tej funkcji odmawiał potępienia książki niekorzystnej dla Stolicy Apostolskiej, a także niektórych teologicznych tez Uniwersytetu Lowańskiego. Z tego powodu w 1866 roku został wydany dekret zakazujący kardynałowi sprawowania władzy nad diecezją, a rok później jego przywileje i godność kardynalska zostały zawieszone. Dzięki odwołaniu do papieża w grudniu 1867 roku, został przywrócony jako pełnoprawny członek Kolegium Kardynalskiego na początku 1868 roku. Zmarł 14 maja 1868 roku w Rzymie.